# Загава
Загава е народ, населяващ основно границата между Чад и Судан; най-голям дял от населението са в Чад (2,5 %).

## История
Загава са посочени за пръв път през 9 век, от арабския историк Якуби. Те се описват като жители на Канемска империя и други държави. Според Якуби са населявали земите от езерото Чад до Нубия, като били продавани за роби от арабските търговци в Северна Африка. В днешно време живеещите в Судан биват засегнати от Дарфурския конфликт.

## Език
Езикът загава спада към сахарските езици, които са част от нило-сахарското езиково семейство.

## Религия
В резултат на мисионерската дейност на ислямски духовници, в средата на 20 век по-голямата част стават мюсюлмани.

## Личности
- Идрис Деби, президент на Чад
- Тиман Ердими

| Портал | Портал „Африка“ съдържа още много статии, свързани с Африка. Можете да се включите към Уикипроект „Африка“. |